# Eleftherios Kónsolas
Eleftherios Kónsolas –en griego, Ελευθέριος Κόνσολας– (17 de diciembre de 1988) es un deportista griego que compitió en remo.
Ganó cinco medallas en el Campeonato Mundial de Remo entre los años 2012 y 2017, y una medalla de plata en el Campeonato Europeo de Remo de 2011.
Participó en los Juegos Olímpicos de Londres 2012, ocupando el octavo lugar en la prueba de doble scull ligero.

## Palmarés internacional
| Campeonato Mundial | Campeonato Mundial        | Campeonato Mundial | Campeonato Mundial  |
| Año                | Lugar                     | Medalla            | Prueba              |
| ------------------ | ------------------------- | ------------------ | ------------------- |
| 2012               | Plovdiv (Bulgaria)        | Medalla de plata   | Cuatro scull ligero |
| 2013               | Chungju (Corea del Sur)   | Medalla de oro     | Cuatro scull ligero |
| 2014               | Ámsterdam (Países Bajos)  | Medalla de oro     | Cuatro scull ligero |
| 2016               | Róterdam (Países Bajos)   | Medalla de bronce  | Cuatro scull ligero |
| 2017               | Sarasota (Estados Unidos) | Medalla de bronce  | Cuatro scull ligero |
| Campeonato Europeo |                           |                    |                     |
| Año                | Lugar                     | Medalla            | Prueba              |
| 2011               | Plovdiv (Bulgaria)        | Medalla de plata   | Doble scull ligero  |